# Tatsuro Okuda
Tatsuro Okuda (født 20. september 1988) er en japansk fodboldspiller.